# Greta Gerwig
Greta Gerwig   (Sacramento, 4 d'agost de 1983) és una directora, guionista i actriu de cinema estatunidenca. Al principi de la seva carrera fou més coneguda per la seva participació com actriu en el moviment cinematogràfic mumblecore i el cinema independent, sobretot juntament amb Joe Swanberg i Jay Duplass i Mark Duplass. Va ser nominada al Globus d'Or a la millor actriu musical o còmica 2013 pel seu paper com a Frances Ha., de la que també en va ser guionista juntament amb Noah Baumbach, la seva parella des de 2011.
La segona part de la seva carrera es centra en la direcció i el guió, debutant en solitari amb Lady Bird, tot un èxit de crítica, públic i premis, incloent ser nominada al Oscar al millor guió original i al Oscar a la millor direcció. Fites que va repetir en el seu segon projecte, la nova adaptació de Donetes, estrenada a finals del 2019.

## Biografia
Greta Gerwig, nascuda a Sacramento', Califòrnia, la més petita de tres germans d'una família de classe mitjana, la seva mare, Christine, era infermera i el seu pare, Gordon, programador informàtic.
Va començar a actuar en obres de l'escola i més tard va estudiar filosofia en el Barnard College de Nova York. Després de graduar-se, Gerwig va iniciar la seva carrera cinematogràfica en l'escena mumblecore, participant com a actriu, i a vegades com a coguionista i co-directora en films independents de molt baix pressupost, com LOL (2006), Hannah Takes the Stairs (2007) i Nights and Weekends (2008), aquesta ultima dirigida per Gerwig juntament amb Joe Swanberg.
El 2010 va coprotagonitzar la comèdia Greenberg amb Ben Stiller i dirigida per Noah Baumbach. La interpretació del seu personatge de Florence en aquest film li valer nominacions com a millor actriu als premis Gotham i Spirit de cinema independent i un paper secundari a No Strings Attached, comèdia romàntica protagonitzada per Natalie Portman i Ashton Kutcher.
Amb el paper de la vital i poc convencional Frances a la pel·lícula Frances Ha, on també va ser coguionista junt amb el director Noah Baumbach, va aconseguir la nominació al Globus d'Or a la millor actriu musical o còmica. A Mistress America (2015), Greta Gerwig interpretà a Brooke, una novaiorquesa imaginativa i plena d'energia, fent de nou equip com a guionista amb la seva parella en la vida real Noah Baumbach, qui va dirigir el film.
La segona etapa de la seva carrera està marcada pel debut en sol·litari en la direcció amb Lady Bird. Tot un èxit amb una recaptació de 78 milions de dólars i amb un presupost de 10 milions. L'èxit de crítica va portar al film a ser escollit un dels millors de 2017 per la revista Time o el American Film Institute (AFI), a més a més de gaire bé 400 crítiques professionals positives a Rotten Tomatoes.
Al juny de 2018 es va anunciar que Gerwig dirigiria una nova adaptació de Donetes, l'obra de Louisa May Alcott. Poc després es va anunciar el repartiment amb noms com Saoirse Ronan, Emma Watson (tot i que inicialment el paper era per Emma Stone), Florence Pugh, Eliza Scanlen per les quatre germanes i com a secundaries a Laura Dern, Timothée Chalamet, i Meryl Streep. Gerwig havia començat a escriure el guió aquell mateix, utilitzant a més de l'obra original diverses cartes i diaris d'Alcott com a inspiració. Tot i això Gerwig ja havia tingut l'idea d'adaptar l'obra abans fins i tot de començar el rodatge de Lady Bird. El final de la pel·lícula presenta canvis vers el llibre, Gerwig ho justifica assegurant que honora la visió real d'Alcott que no va poder plasmar per les pressions patriarcals de l'època.
Finalment la pel·lícula es va estrenar al desembre de 2019 amb una gran recepció. A la taquilla, amb un pressupost de 40 milions, va recaptar 218 milions, 108 als Estats Units i Canada i 110 a la resta de mercats. Deadline va calcular uns ingresos nets de 56 milions. A més l'adaptació va ser nominada a 6 premis Oscar, incloent Millor pel·lícula i Millor guió adaptat per a Gerwig, tot i això va generar controvèrsies al Gerwig no rebre cap nominació a Millor direcció, ni ella ni cap altra dona directora. Diverses actrius com Natalie Portman o la política Hillary Clinton van mostrar el rebuig a la decisió de l'Academia.
El 2022 Gerwig va protagonitzar amb Adam Driver una adaptació molt fidel de la novel·la homònima de Don DeLillo White Noise, corrosiva sàtira social, psicodrama familiar i fantasia de tints apocalíptics, dirigida per Baumbach, que va inaugurar la 79ª Mostra de Venecia. Gerwig i Baumbach van compartint guió en la tercera pel·lícula com a directora de Gerwig, l'adaptació de Barbie, estrenada el juliol de 2023. El film protagonitzat per Margot Robbie, com Barbie, i Ryan Gosling, com Ken. Gerwig també ha estat acreditada com a coguionista en la propera adaptació per part de Disney del clàssic Blancaneus, ja adaptat per Disney, i que de moment té el títol de Snow White.

## Filmografia

### Com a cineasta
| Any  | Títol                   | Directora | Guionista | Productora | Annotacions                                            |
| ---- | ----------------------- | --------- | --------- | ---------- | ------------------------------------------------------ |
| 2007 | Hannah Takes the Stairs | No        | Sí        | No         | Co-escrita amb Joe Swanberg and Kent Osborne           |
| 2008 | Nights and Weekends     | Sí        | Sí        | Sí         | Co-dirigida, co-escrita i co-produïda amb Joe Swanberg |
| 2010 | Northern Comfort        | No        | Sí        | No         | Coguionista amb Rod Webber.                            |
| 2012 | Frances Ha              | No        | Sí        | No         | Coguionista amb Noah Baumbach.                         |
| 2015 | Mistress America        | No        | Sí        | Sí         | Coguionista amb Noah Baumbach.                         |
| 2017 | Lady Bird               | Sí        | Sí        | No         | Debut en solitari en la direcció                       |
| 2019 | Donetes                 | Sí        | Sí        | No         |                                                        |
| 2023 | Barbie                  | Sí        | Sí        | No         | Coguionista amb Noah Baumbach                          |
| TBA  | Snow White              | No        | Sí        | No         | Coguionista amb Erin Cressida Wilson                   |

### Com a actriu
| Any  | Títol                                    | Paper                        | Director                  |
| ---- | ---------------------------------------- | ---------------------------- | ------------------------- |
| 2006 | LOL                                      | Greta                        | Joe Swanberg              |
| 2007 | Hannah Takes the Stairs                  | Hannah                       | Joe Swanberg              |
| 2008 | Baghead                                  | Michelle                     | Mark Duplass Jay Duplass  |
| 2008 | Yeast                                    | Gen                          | Mary Bronstein            |
| 2008 | Nights and Weekends                      | Mattie                       | Joe Swanberg Greta Gerwig |
| 2008 | Quick Feet, Soft Hands                   | Lisa                         | Paul Harrill              |
| 2008 | I Thought You Finally Completely Lost It | Greta                        | Rod Webber                |
| 2009 | You Wont Miss Me                         | Bridget                      | Ry Russo-Young            |
| 2009 | The House of the Devil                   | Megan                        | Ti West                   |
| 2010 | Greenberg                                | Florence Marr                | Noah Baumbach             |
| 2010 | Art House                                | Nora Ohr                     | Victor Fanucchi           |
| 2010 | Northern Comfort                         | Cassandra                    | Rod Webber                |
| 2010 | The Dish & the Spoon                     | Rose                         | Alison Bagnall            |
| 2011 | No Strings Attached                      | Patrice                      | Ivan Reitman              |
| 2011 | Damsels in Distress                      | Violet Wister                | Whit Stillman             |
| 2011 | Arthur                                   | Naomi Quinn                  | Jason Winer               |
| 2012 | Lola Versus                              | Lola                         | Daryl Wein                |
| 2012 | A Roma amb amor                          | Sally                        | Woody Allen               |
| 2012 | Frances Ha                               | Frances Halladay             | Noah Baumbach             |
| 2014 | Eden                                     | Julia                        | Mia Hansen-Løve           |
| 2014 | The Humbling                             | Pegeen Mike Stapleford       | Barry Levinson            |
| 2015 | Mistress America                         | Brooke Cardinas              | Noah Baumbach             |
| 2015 | Maggie's Plan                            | Maggie Hardin                | Rebecca Miller            |
| 2016 | Wiener-Dog                               | Dawn Wiener                  | Todd Solondz              |
| 2016 | Jackie                                   | Nancy Tuckerman              | Pablo Larraín             |
| 2016 | 20th Century Women                       | Abigail Porter               | Mike Mills                |
| 2017 | The Meyerowitz Stories                   | Victoria (actriu de veu)     | Noah Baumbach             |
| 2018 | Isle of Dogs                             | Tracy Walker (actriu de veu) | Wes Anderson              |
| 2022 | White Noise                              | Babette Gladney              | Noah Baumbach             |

## Premis

### Premis Oscars
| Any  | Títol     | Categoria            | Resultat | Ref.   |
| ---- | --------- | -------------------- | -------- | ------ |
| 2018 | Lady Bird | Millor direcció      | Nominada | [ 29 ] |
| 2018 | Lady Bird | Millor guió original | Nominada | [ 30 ] |
| 2020 | Donetes   | Millor guió adaptat  | Nominada | [ 31 ] |
| 2023 | Barbie    | Millor guió adaptat  | Nominada | [ 32 ] |

### Premis BAFTA
| Any  | Títol     | Categoria            | Resultat | Ref.   |
| ---- | --------- | -------------------- | -------- | ------ |
| 2017 | Lady Bird | Millor guió original | Nominada | [ 33 ] |
| 2020 | Donetes   | Millor guió adaptat  | Nominada | [ 34 ] |
| 2023 | Barbie    | Millor guió original | Nominada | [ 35 ] |

### Premis de la Crítica Cinematogràfica
| Any  | Títol              | Categoria                    | Resultat   | Ref.   |
| ---- | ------------------ | ---------------------------- | ---------- | ------ |
| 2016 | 20th Century Women | Millor actriu de repartiment | Nominada   | [ 36 ] |
| 2018 | Lady Bird          | Millor direcció              | Nominada   | [ 36 ] |
| 2018 | Lady Bird          | Millor guió original         | Nominada   | [ 36 ] |
| 2020 | Donetes            | Millor direcció              | Nominada   | [ 36 ] |
| 2020 | Donetes            | Millor guió adaptat          | Guanyadora | [ 37 ] |
| 2023 | Barbie             | Millor direcció              | Nominada   | [ 36 ] |
| 2023 | Barbie             | Millor guió original         | Guanyadora | [ 37 ] |

### Premis Globus d'Or
| Any  | Títol      | Categoria                         | Resultat | Ref.   |
| ---- | ---------- | --------------------------------- | -------- | ------ |
| 2014 | Frances Ha | Millor actriu - comèdia o musical | Nominada | [ 38 ] |
| 2018 | Lady Bird  | Millor guió                       | Nominada | [ 39 ] |
| 2024 | Barbie     | Millor guió                       | Nominada | [ 40 ] |
| 2024 | Barbie     | Millor direcció                   | Nominada | [ 40 ] |

### Premis Independent Spirit
| Any  | Títol     | Categoria     | Resultat   | Ref.   |
| ---- | --------- | ------------- | ---------- | ------ |
| 2011 | Greenberg | Millor actriu | Nominada   |        |
| 2017 | Lady Bird | Millor guió   | Guanyadora | [ 41 ] |

### Premis del Sindicat de Guionistes dels Estats Units(WGA)
| Any  | Títol     | Categoria            | Resultat | Ref.   |
| ---- | --------- | -------------------- | -------- | ------ |
| 2018 | Lady Bird | Millor guió original | Nominada | [ 42 ] |
| 2020 | Donetes   | Millor guió adaptat  | Nominada | [ 43 ] |

### Premis del Sindicat de Directors dels Estats Units(DGA)
| Any  | Títol     | Categoria                                | Resultat | Ref.   |
| ---- | --------- | ---------------------------------------- | -------- | ------ |
| 2018 | Lady Bird | Direcció més destacable en llargmetratge | Nominada | [ 44 ] |